# Негосударственная пенсия
Негосударственная пенсия (пенсия по добровольному пенсионному обеспечению; негосударственное пенсионное обеспечение; НПО; англ. private pension) — ежемесячная денежная выплата гражданам, выплачиваемая негосударственным пенсионным фондом, средства которого образуются за счёт добровольных взносов предприятий и граждан. Выплаты участникам осуществляются в соответствии с условиями пенсионного договора. Негосударственная пенсия в России — это синоним понятий негосударственное пенсионное обеспечение (НПО), также известное как пенсионные резервы, формируемые взносами частных лиц независимо от государства и обстоятельств, самостоятельно в одном или сразу нескольких из выбранных НПФ.
Негосударственная пенсия не имеет юридического и организационного отношения к государственной пенсии в рамках ОПС (обязательное пенсионное обеспечение), формируемой Социальным Фондом РФ (бывший Пенсионный Фонд РФ) формирующий пенсионные баллы.
Так называемые пенсионные накопления (накопительная пенсия) в рамках ОПС занимают промежуточное положение и юридически по сути также контролируются государством, а не частным лицом. Они не имеют отношения к настоящей негосударственной пенсии, но формируются похожим образом и тоже в рамках некоторых (не всех) НПФ.
Эти три вида пенсии в РФ путать не следует.

## Определение
Согласно БРЭ негосударственные пенсии — это пенсии, выплачивающие негосударственными пенсионными фондами, средства которых образуются за счёт добровольных взносов предприятий и граждан. Негосударственный пенсионный фонд регулярно выплачивает участнику в соответствии с условиями пенсионного договора (также известны как пенсионные схемы НПФ).
По Федеральному закону «О негосударственных пенсионных фондах» негосударственная пенсия — это денежные средства, регулярно выплачиваемые участнику в соответствии с условиями пенсионного договора.

## Начисление негосударственной пенсии
Наряду с государственной системой обязательного пенсионного страхования в России существует негосударственное добровольное пенсионное страхование, в рамках которого у россиян есть возможность формировать ещё одну пенсию. Чтобы получать такую пенсию, будущему пенсионеру надо заключить договор с негосударственным пенсионным фондом (НПФ) и в течение определённого времени делать личные взносы. Кроме самого гражданина в его негосударственном пенсионном обеспечении может принимать участие и его работодатель. Если работодатель делает отчисления на добровольную пенсию своих работников, то она называется корпоративной пенсией.
В рамках пенсионного плана с установленными выплатами размер негосударственных пенсий, подлежащих выплате участнику, определяется по формуле, в основе которой обычно лежит размер вознаграждения, получаемого работником, и/или выслуга лет.
В рамках пенсионного плана с установленными взносами размер негосударственной пенсии, подлежащий выплате участнику, определяется на основе взносов в негосударственный пенсионный фонд и последующих его инвестиционных доходов.